# Liste von Sakralbauten im Donnersbergkreis

Donnersbergkreis

Die Liste von Sakralbauten im Donnersbergkreis gibt einen Überblick über die Kirchen, Klöster und sonstigen Sakralbauten im Donnersbergkreis, Rheinland-Pfalz.

## Liste

### Verbandsgemeinde Nordpfälzer Land
- St. Sebastian, Rockenhausen

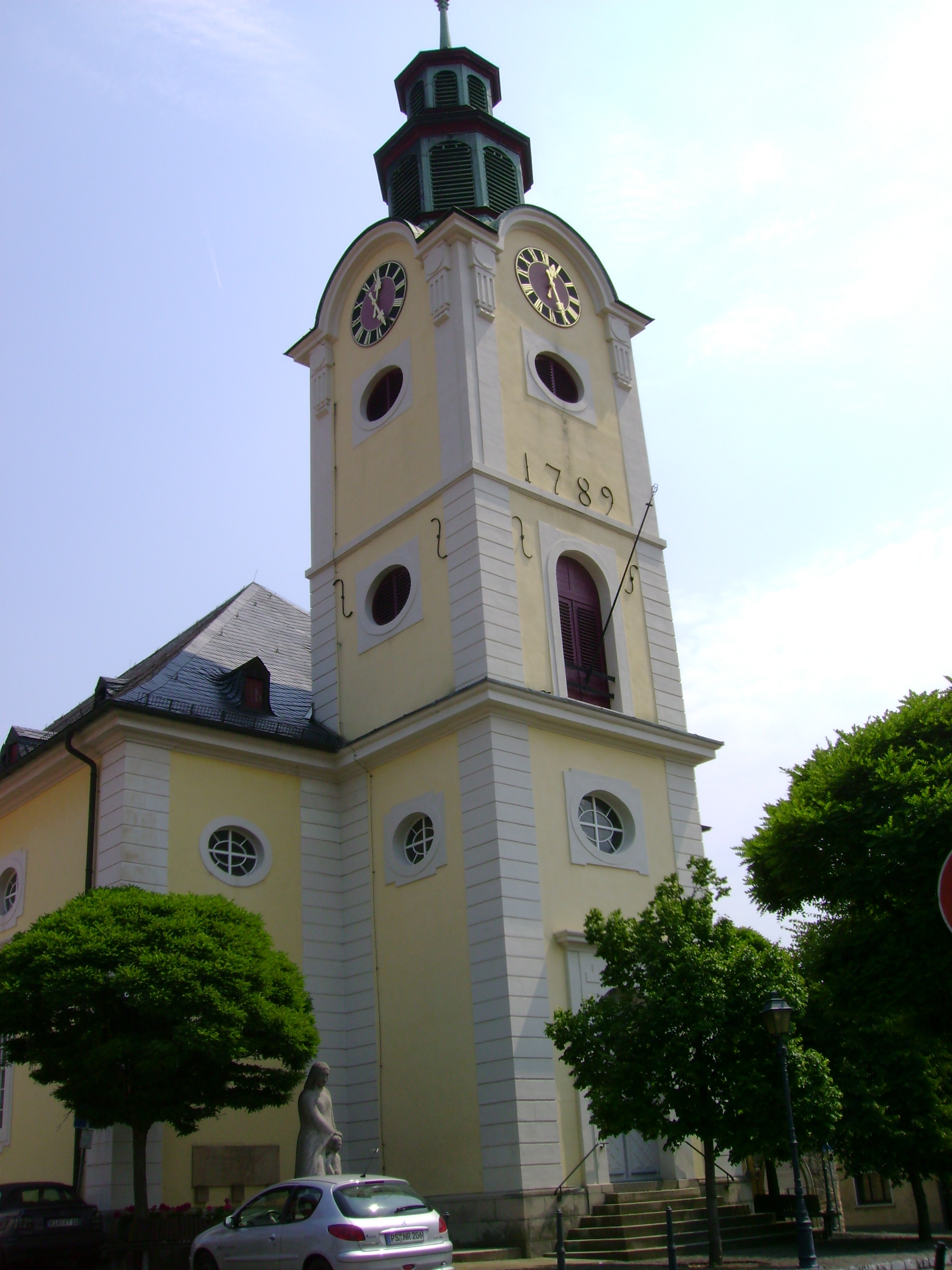
Stadtkirche Obermoschel

- Kloster Marienthal, Marienthal (Pfalz)
- Wehrkirche, Finkenbach-Gersweiler
- Protestantische Kirche, Mannweiler-Cölln
- Klosterkirche, Münsterappel
- Stadtkirche, Obermoschel
- Synagoge Alsenz, Alsenz

### Verbandsgemeinde Eisenberg
- Kloster Rosenthal, Kerzenheim, Ortsteil Rosenthal
- Kloster St. Remigius, Kerzenheim
- Kloster Ramsen, Ramsen
- Mariä Himmelfahrt (Ramsen, Pfalz)

### Verbandsgemeinde Göllheim
| Ort           | Patrozinium/Name           | Art               | Außenansicht | Innenraum |
| Albisheim     | Peterskirche               | Pfarrkirche       |              | Bild gesucht Die Wikipedia wünscht sich an dieser Stelle ein Bild. Falls du dabei helfen möchtest, erklärt die Anleitung , wie das geht. |
| Biedesheim    | St. Andreas                | Filialkirche      |              | Bild gesucht Die Wikipedia wünscht sich an dieser Stelle ein Bild. Falls du dabei helfen möchtest, erklärt die Anleitung , wie das geht. |
| Bubenheim     | St. Peter                  | Filialkirche      |              | |
| Dreisen       | Betsaal                    | Kapelle           |              | Bild gesucht Die Wikipedia wünscht sich an dieser Stelle ein Bild. Falls du dabei helfen möchtest, erklärt die Anleitung , wie das geht. |
| Einselthum    | St. Martin                 | Filialkirche      |              | Bild gesucht Die Wikipedia wünscht sich an dieser Stelle ein Bild. Falls du dabei helfen möchtest, erklärt die Anleitung , wie das geht. |
| Göllheim      | Protestantische Kirche     | Pfarrkirche       |              | |
| Göllheim      | St. Johannes Nepomuk       | Pfarrkirche       |              | |
| Harxheim      | Protestantische Kirche     | Pfarrkirche       |              | |
| Immesheim     | St. Bartholomäus           | Filialkirche      |              | Bild gesucht Die Wikipedia wünscht sich an dieser Stelle ein Bild. Falls du dabei helfen möchtest, erklärt die Anleitung , wie das geht. |
| Lautersheim   | Protestantische Kirche     | Filialkirche      |              | Bild gesucht Die Wikipedia wünscht sich an dieser Stelle ein Bild. Falls du dabei helfen möchtest, erklärt die Anleitung , wie das geht. |
| Lautersheim   | St. Josef                  | Filialkirche      |              | Bild gesucht Die Wikipedia wünscht sich an dieser Stelle ein Bild. Falls du dabei helfen möchtest, erklärt die Anleitung , wie das geht. |
| Ottersheim    | St. Amandus                | ehem. Pfarrkirche |              | |
| Rüssingen     | Protestantische Kirche     | ehem. Pfarrkirche |              | |
| Rüssingen     | St. Martin                 | Filialkirche      |              | Bild gesucht Die Wikipedia wünscht sich an dieser Stelle ein Bild. Falls du dabei helfen möchtest, erklärt die Anleitung , wie das geht. |
| Weitersweiler | St. Bartholomäus           | ehem. Pfarrkirche |              | Bild gesucht Die Wikipedia wünscht sich an dieser Stelle ein Bild. Falls du dabei helfen möchtest, erklärt die Anleitung , wie das geht. |
| Weitersweiler | St. Bartholomäus           | Kapelle           |              | Bild gesucht Die Wikipedia wünscht sich an dieser Stelle ein Bild. Falls du dabei helfen möchtest, erklärt die Anleitung , wie das geht. |
| Zell          | St. Philipp der Einsiedler | ehem. Pfarrkirche |              | |
| Zell          | Stiftskirche               | ehem. Pfarrkirche |              | Bild gesucht Die Wikipedia wünscht sich an dieser Stelle ein Bild. Falls du dabei helfen möchtest, erklärt die Anleitung , wie das geht. |

- Kloster Münsterdreisen, Dreisen
- Protestantische Kirche, Einselthum
- Kreuzkapelle (Rüssingen)
- Kollegiatstift Zell, Zellertal
- Synagoge Göllheim, Göllheim

### Verbandsgemeinde Kirchheimbolanden
| Ort        | Patrozinium/Name                         | Art               | Außenansicht | Innenraum |
| Bischheim  | Protestantische Kirche                   | ehem. Pfarrkirche |              | Bild gesucht Die Wikipedia wünscht sich an dieser Stelle ein Bild. Falls du dabei helfen möchtest, erklärt die Anleitung , wie das geht. |
| Bolanden   | Evangelische Kirche                      | Filialkirche      |              | Bild gesucht Die Wikipedia wünscht sich an dieser Stelle ein Bild. Falls du dabei helfen möchtest, erklärt die Anleitung , wie das geht. |
| Bolanden   | Kloster Hane                             | ehem. Kloster     |              | |
| Bolanden   | Mariä Geburt                             | ehem. Pfarrkirche |              | Bild gesucht Die Wikipedia wünscht sich an dieser Stelle ein Bild. Falls du dabei helfen möchtest, erklärt die Anleitung , wie das geht. |
| Dannenfels | Protestantische Pfarrkirche              | Pfarrkirche       |              | Bild gesucht Die Wikipedia wünscht sich an dieser Stelle ein Bild. Falls du dabei helfen möchtest, erklärt die Anleitung , wie das geht. |
| Gauersheim | Protestantische Pfarrkirche (Gauersheim) | Pfarrkirche       |              | |
| Weierhof   | Mennonitenkirche Weierhof                | Betsaal           |              | |

- Kloster Gethsemani, Dannenfels
- Kloster St. Jakob, Donnersberg
- Kloster Rothenkirchen
- Paulskirche, Kirchheimbolanden
- Peterskirche, Kirchheimbolanden
- St. Matthäus (Kriegsfeld)
- Protestantische Kirche (Orbis)
- Synagoge Kirchheimbolanden, Kirchheimbolanden

### Verbandsgemeinde Winnweiler
- Eremitenklause Börrstadt
- Simultankirche Höringen
- Protestantische Kirche, Steinbach
- Herz-Jesu-Kirche, Winnweiler
- Protestantische Pfarrkirche Winnweiler
- Synagoge Münchweiler, Münchweiler an der Alsenz